# 汤伟奇
汤伟奇，SBS（1939年3月—2022年1月15日），汉族，中华人民共和国政治人物、第十一届全国政协委员。

## 生平
湯偉奇祖籍廣東省順德勒流，是出入口商人、皇后洋行總經理湯國華的長子，上有兩名胞姊，下有二弟二妹。其中胞弟湯偉俠為香港道教學者，另一胞弟湯偉立是香港順德聯誼總會副主席，弟婦為香港童軍總會九龍地域區會前主席茹淑馨，藝人潘迎紫的胞兄潘迎曙則為湯偉奇的妹夫。
湯偉奇早年在九龍深水埗居住，就讀伊利沙伯中學（1955年入學，1958年中五畢業，與前中國香港體育協會暨奧林匹克委員會義務秘書長彭為同屆同學）及美國南卡羅萊納大學（取得化學工程系學士學位）。曾担任香港道教圓玄學院主席、香港道教聯合會主席。2008年，当选第十一届全国政协委员，代表特邀香港人士，分入第五十三组。并担任民族和宗教委员会专委。
2022年1月15日病逝，享年83歲。

## 個人生活
湯偉奇與妻子楊氏結婚後育有3子1女，長子湯格致是一名收藏家，次子湯誠正是香港工業總會前會長，三子湯修齊為圓玄學院副主席。而中國企業家、騰訊公司總裁劉熾平是湯偉奇的女婿。